# سانتا مارگالیدا
سانتا مارگالیدا (به اسپانیایی: Santa Margarita) یک دهستان در اسپانیا است که در Llevant واقع شده‌است. سانتا مارگالیدا ۸۶٫۵۱ کیلومتر مربع مساحت و ۱۱٬۵۳۷ نفر جمعیت دارد و ۱۰۰ متر بالاتر از سطح دریا واقع شده‌است.